# Drużyna książęca

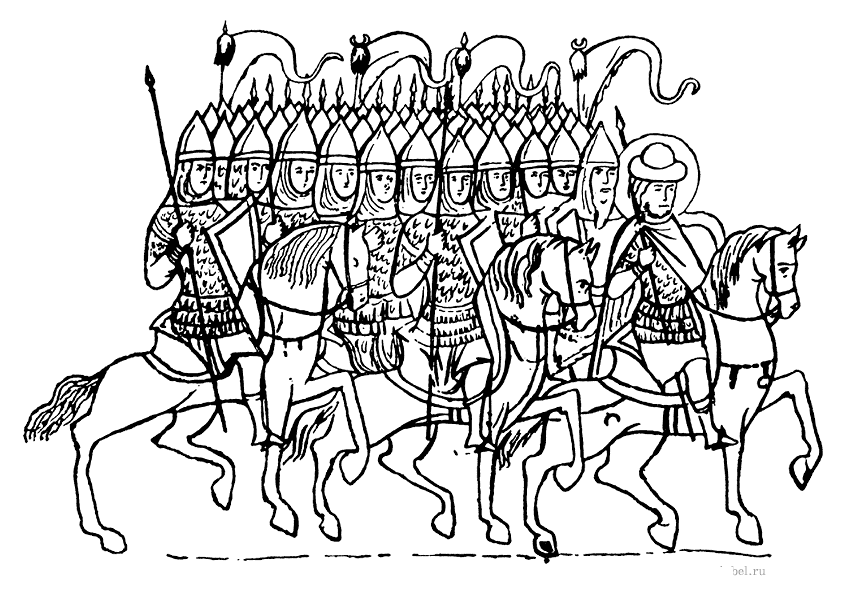
Książę Borys z drużyną

Drużyna książęca (staroruski дружина – „wspólnota”, „wspólnota poddana władcy”) – wczesnośredniowieczna formacja wojowników pozostających na utrzymaniu i pod rozkazami księcia.

## Historia
Formacja zbrojna występująca w otoczeniu wczesnośredniowiecznych władców słowiańskich, w tym w Polsce do czasów Kazimierza Odnowiciela. Członkowie drużyny rekrutowali się głównie z wolnej ludności zobowiązanej do obrony terytorium i udziału w wyprawach wojennych w ramach pospolitego ruszenia. Drużyny były oparciem dla naczelników plemiennych i książąt. Zapewniały posłuch wśród miejscowej ludności, a w przypadku dobrego zorganizowania i dużej liczebności pozwalały na prowadzenie ekspansji terytorialnej. Umożliwiały także narzucenie podbitej ludności określonych świadczeń i posług. W tym zakresie wojownicy stanowili zalążek przyszłego aparatu skarbowego. Drużynę rozlokowywano na podbitych terenach i w głównych grodach plemiennych. Nowe grody na zdobycznych ziemiach budowano często właśnie jako garnizony dla drużynników. Podstawą utrzymania drużyny były łupy, co wymuszało ciągłe prowadzenie wojen (tzw. monarchia wojenna). W okresie pokoju ciężar utrzymania wojów spadał na ludność zamieszkującą państwo.
Liczebność drużyny zależała od wielu czynników. Podstawowymi były majętność władcy, powodzenie prowadzonych wypraw wojennych i wielkość terytorium zajmowanego przez plemię.

### Drużyna książęca w Polsce

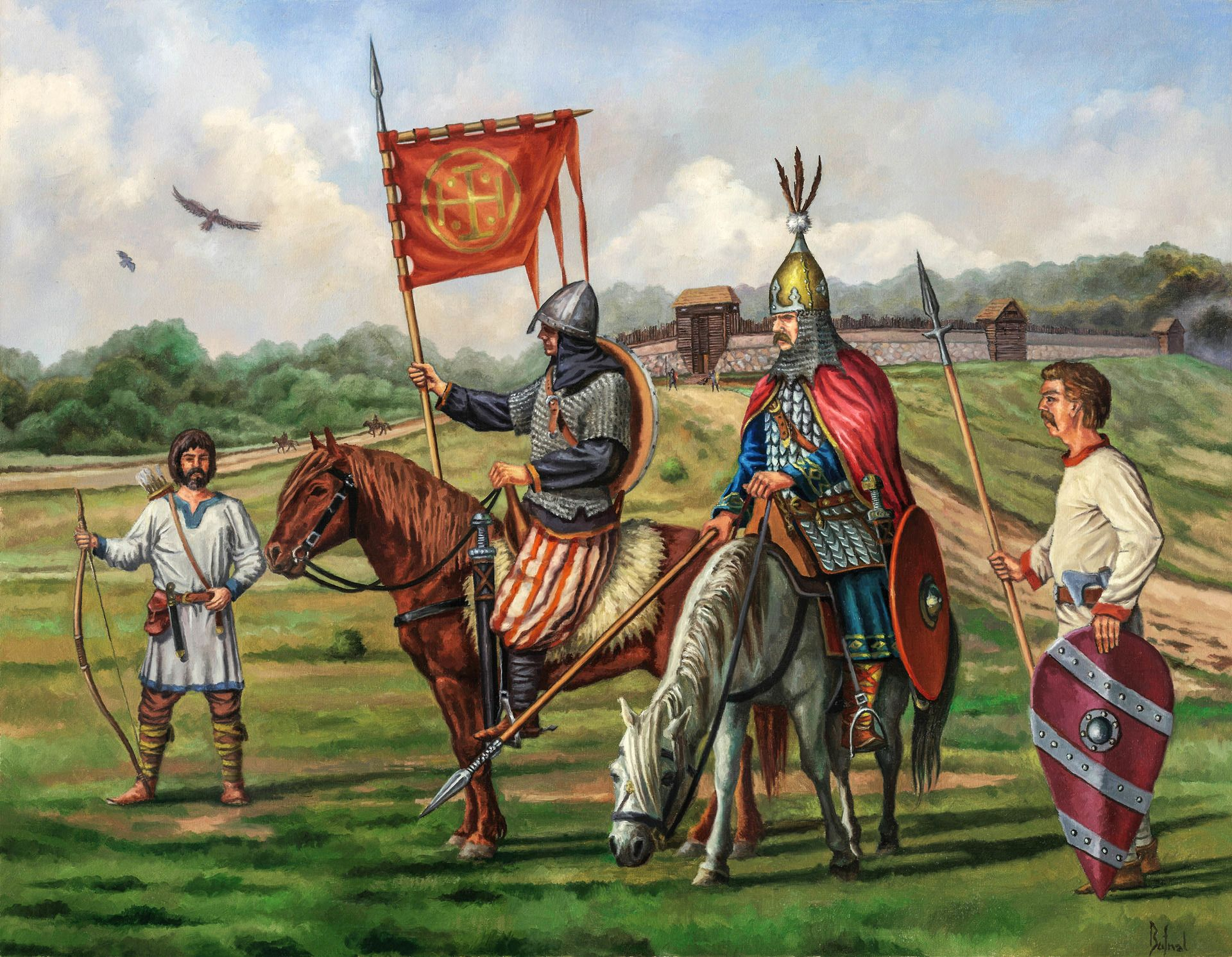
Wojowie Mieszka I

Pierwsze informacje o sile zbrojnej państwa Polan pochodzą z relacji Ibrahima ibn Jakuba, zamieszczonej w XI-wiecznej kronice Księga dróg i królestw hiszpańskiego pisarza Al-Bekriego. Ibrahim opisując kraj, identyfikowany z państwem Mieszka I, określił on liczebność wojowników tamtejszego księcia na 3000 ludzi. Według jego relacji wojownicy ci pozostawali na wyłącznym utrzymaniu księcia, który troszczył się o ich uzbrojenie, zapewniał środki do życia i wypłacał żołd.
Kronika Galla Anonima z XII wieku, podaje informacje o liczebności i rozlokowaniu sił zbrojnych Bolesława Chrobrego. Według kronikarza drużyna stacjonowała przede wszystkim w głównych grodach księstwa – Gnieźnie, Poznaniu, Włocławku i Gieczu. Łącznie miała się składać z 13 000 tarczowników i 3900 pancernych, choć autor kroniki zaznacza, że by [...] oszczędzić żmudnego wyliczania, wymienia jedynie wojów stacjonujących w głównych ośrodkach. Liczby te, jak również źródło z którego pozyskał je Gall Anonim pozostawiają pole do wątpliwości, jak również to w jakim stopniu można je identyfikować z „drużyną”. Realna liczebność drużyny musiała natomiast być rzeczywiście znaczna, skoro podczas zjazdu gnieźnieńskiego Bolesław ofiarował cesarzowi Ottonowi III 300 pancernych.
Drużyna dzieliła się na drużynę młodszą (ogół drużynników) i starszą złożoną z możnowładców i właścicieli ziemskich, która pełniła funkcje rady wojennej władcy. Z czasem członkowie „starszej drużyny” dopuszczeni do współudziału w korzystaniu z danin finansowali swoje własne orszaki. Funkcje te zostały przejęte później przez aparat urzędniczy podległy władcy składający się z administratorów kasztelanii jak kasztelan i podlegający mu chorąży, wojski, sędzia grodowy czy włodarz. Wraz z rozwojem feudalizmu rola drużyny książęcej malała, gdyż zastępowało ją rycerstwo, utrzymujące się z ziemi nadanej na prawie lennym, co zostało zapoczątkowane przez Kazimierza Odnowiciela. 

## Drużyna w kulturze
- Drużynie książęcej Bolesława Śmiałego (1042–1082) swoją powieść historyczną pt.  Boleszczyce (1877) poświęcił Józef Ignacy Kraszewski[7] .